# Cod ATC M02
Cod ATC M02 este o parte a Sistemului de clasificare Anatomo Terapeutico Chimică și se referă la preparate topice pentru algii articulare și musculare.

### M 02 AA Antiinflamatoare nesteroidine de uz topic
- Fenilbutazona
- Etofenamat
- Piroxicam
- Ketoprofen
- Diclofenac
- Acid niflumic
- Indometacin

### M 02 AB Preparate cu capsicum
- Apireven (unguent de venin de albine, nicotinat de metil, camfor, extract de Hyosciami, extract de Capsicum)

### M 02 AC Derivați de acid salicilic
- Saliform (unguent cu salicilat de metil, Camfor, Mentol, Acid salicilic, Cloroform)
- Rubriment

### M 02  AX Alte produse
- Boicil forte (produs pe bază de Helleborus :unguent cu 5% extract , soluție extractivă alcoolică 10 %)
- Faragel forte (gel cu camfor, mentol, Nicotinat de metil, ulei de eucalipt, Ulei de terebentină, etanol)
- Carmol (sol alcoolică pentru uz ext cu aldehidă cinamică, mentol, ulei de pin, ulei de cimbru)
- Rumeyn (extract de Phytolacca americana)
- Finalgon (Unguent cu Nonivamid 4 mg, Nicoboxil 25 mg)